# Khawkinea fritschii
Khawkinea fritschii, secondo una classificazione filogenetica ((Pringsheim & Hovasse) Pringsheim, 1963) è una specie del supergruppo Excavata appartenente alla famiglia Astasiaceae.

## Caratteristiche
Khawkinea fritschii vive esclusivamente in acqua dolce, ed è stata scoperta da Pringsheim, nel 1963, in alcuni stagni presumibilmente nei pressi di Stoccarda, Germania.

## Classificazioni alternative
Una classificazione ormai obsoleta inserisce questo genere nella sottofomaglia delle Euglenoideae, famiglia delle Euglenacee, ordine Euglenales, sottoclasse Euglenophycidae, classe Euglenophyceae, superclasse Spirocuta, infraphylum Dipilida, subphylum Euglenoida, phylum Euglenozoa, sottoregno Eozoa, Regno Protozoa, finché non si è scoperto che tali gruppi sono parafiletici..